# Rhodostrophia calabra
Rhodostrophia calabra is een vlinder uit de familie spanners (Geometridae). De wetenschappelijke naam is voor het eerst geldig gepubliceerd in 1786 door Petagna.
De soort komt voor in Europa.